# Leandra Becerra Lumbreras
Leandra Becerra Lumbreras (31 de agosto de 1887 ou 13 de março de 1904 – 19 de março de 2015) foi uma revolucionária e supercentenária mexicana que afirmou ter nascido em 31 de agosto de 1887, o que a tornaria a pessoa mais velha de todos os tempos.

## Biografia
Lumbreras afirmou ter nascido em 31 de agosto de 1887, filha de pais que eram cantores. Como o The Daily Telegraph escreve, isso significaria que "ela tinha 27 anos quando a Primeira Guerra Mundial entrou em erupção, 75 anos quando John F. Kennedy foi baleado e mais de 100 anos quando o Muro de Berlim desceu".
De 1910 até 1917, Lumbreras lutou como líder das Adelitas na Revolução Mexicana. As Adelitas eram um grupo de mulheres que se juntaram com seus maridos na batalha. Durante a revolução, ela se envolveu romanticamente com Margarito Maldonado, um líder revolucionário. Maldonado deu a Lumbreras um velho rifle que ainda possuía em 2014. Lumbreras contava que Maldonado era "um dos grandes amores de sua vida".
Foi relatado que Lumbreras sobreviveu a seus cinco filhos e a vários dos seus 20 netos, mas, como relatado pela última vez, ela ainda tinha 73 bisnetos e 55 tataranetos.

## Reivindicação de longevidade
Lumbreras alegou ter perdido seu certificado de nascimento em um movimento em 1974, o que significa que ela não poderia provar conclusivamente sua idade. Uma vez que ela não teve seu certificado de nascimento, o Guinness World Records não pôde verificar a reivindicação de Lumbreras e, em vez disso, reconheceu Misao Okawa (1898–2015) como a pessoa viva mais velha do mundo e Jeanne Calment (1875–1997) como a pessoa mais velha de todos os tempos.
Após a sua morte, em 19 de março de 2015, alguns meios de comunicação informaram que o governo mexicano confirmou que tinha 127 anos, mas nenhum funcionário até agora confirmou isso.
Um registro de batismo foi encontrado de uma Leandra Becerra Lumbreras batizada em 4 de junho de 1904. Esta pessoa nasceu em 13 de março de 1904 em Joya de São Francisco, Bustamante, Tamaulipas, filha de Calixto Becerra e Basilia Lumbreras. Se fosse ela, no entanto, ela teria 6 anos quando começou a Revolução Mexicana.